# María Beatriz Paret
María Beatriz Paret Lértora es una médica ecuatoriana, esposa del expresidente Alfredo Palacio, y primera dama de Ecuador, cargo que ejerció entre el 20 de abril de 2005 y el 15 de enero de 2007.

## Biografía
Nacida en la ciudad de Guayaquil, María Beatriz se graduó como doctora en Medicina infantil.

### Matrimonio y descendencia
Contrajo matrimonio con Alfredo Palacio en una ceremonia celebrada en la ciudad de Guayaquil. Del enlace nacieron cuatro hijos:
- Ana Palacio Paret
- Linka Palacio Paret
- Alfredo Palacio Paret
- Carola Palacio Paret

Su primogénita es médico al igual que los padres; sus dos yernos Leonardo Tamariz y Juan Pablo Zambrano también ejercén la profesión de galenos.

## Primera dama
Como primera dama de la nación, María Beatriz fue presidenta del Instituto Nacional del Niño y la Familia (INNFA), labor que aunque corta, fue bien aceptada por los funcionarios de la institución. También fungió con el rol tradicional de anfitriona del Palacio de Carondelet y acompañante de su esposo en diversos actos protocolares a nivel nacional e internacional.
Durante su gestión frente al INNFA logró una mayor asignación de presupuesto para el área social, dinero que provenía de las rentas petroleras y que aumentó del 3.5 al 5% hacia el final de su gestión. Impulsó el Plan de Aseguramiento Universal de la Salud (AUS), que pretendía que en un lapso de cinco años todos los ecuatorianos tuviesen acceso a un seguro de salud.
Fue una férrea opositora del tráfico de personas, como lo demostró en su intervención en el congreso "El liderazgo de las mujeres en Latinoamérica y el Caribe", organizado por la Universidad de Miami en el año 2006.
Se le acusó dos veces de utilizar fondos públicos para realizar viajes de índole personal, pero el Gobierno siempre justificó dichos viáticos como parte de su labor como primera dama de la nación.